# چینو دل دوکا
چینو دل دوکا (انگلیسی: Cino Del Duca؛ ۲۵ ژوئیهٔ ۱۸۹۹ – ۲۳ مهٔ ۱۹۶۷) یک کارآفرین، متصدی ویراستاری، و تهیه‌کننده اهل فرانسه بود.